# 光子球

光線を重力的に曲げて光子球を形成するアニメーション

光子球（こうしきゅう）（photon sphereまたはphoton circle ）とは、ブラックホールの事象の地平面のやや外側に細く光って見える、輪のような形をした球面である。光子球では光子がブラックホールの周囲を周回している。ブラックホールの周囲のどの地点から見ても、その見え方は変わらない。光子球の内側に入った光は、強い重力によって進行方向を曲げられてブラックホールに吸い込まれるため、光子球の内側の様子を電磁波を用いて観測することは不可能である。実際に観測すると、光子球の内側は影になっているように見えるが、この影をブラックホールシャドウと呼ぶ。自転していないブラックホールの場合、光子球の直径は事象の地平面の直径の1.5倍ほどになるが、ブラックホールの重力の影響により光が曲げられるため、地球から見た光子球（光子リング）の見かけの直径は事象の地平面のそれの2.5倍ほどになる。2019年に初めて直接観測に成功したM87のブラックホールは、光子リングの観測に成功したのである。
光子球の最も内側の安定した円軌道半径は、シュワルツシルト・ブラックホールの場合：
{\displaystyle r={\frac {3GM}{c^{2}}}={\frac {3r_{\text{s}}}{2}},}
ここで G 、M 、c、rsはそれぞれ、重力定数、ブラックホール質量、光速、 シュワルツシルト半径 (事象の地平線)である。
この方程式は、光子球がブラックホールや中性子星などの非常にコンパクトな物体の周囲にしか存在できないことを意味する
光子球は、事象の地平線よりもブラックホールの中心から離れて位置している。光子球内では、背中から放出され、ブラックホールを周回し、その人の目に向かう光子、すなわち自分の背中を見ることができる状況を想像することができる。
角運動量を持たないブラックホールの場合、光子球の半径は3/2 rsとなる。光子球内、または光子球を横切る安定した自由落下軌道は存在しない。 光子球面を外側から内側に横切る全ての自由落下軌道はブラックホールに螺旋状に落下する。内から外に横切る軌道は無限遠に行くか、戻ってブラックホールに落下する。この半径より小さい半長軸を持った落下しない非加速軌道は不可能だが、一定の加速度を与えれは光子球内で宇宙船やプローブを事象の地平線の上にホバリングさせることができる。
光子球のもう一つの特性は遠心力の反転である。 光子球の外では、軌道が速いほど物体の感じる外向きの遠心力が大きくなるが、光子球面でゼロに落ちる。つまり、物体は軌道がどれほど速くても同じ重さになり、内部では負になる。光子球の内部では、より速い周回はより大きな重量または内向きの力につながる。これは、内向きの流体の流れに大きく影響する。